# Gra słów
Gra słów – figura stylistyczna polegająca na użyciu tych samych lub podobnie brzmiących wyrazów celem uzyskania odmiennych znaczeń, nastrojów i funkcji. Gra słów bywa stosowana dla osiągnięcia efektów dramatycznych lub żartobliwych.